# Ротенбергер, Аннелизе
Аннелизе Ротенбергер (нем. Anneliese Rothenberger; 19 июня 1924, Мангейм — 24 мая 2010, Мюнстерлинген) — немецкая оперная певица (лирическое сопрано).

## Биография
Выступала в Кобленце, Гамбурге, Дюссельдорфе. С 1958 пела в Венской государственной опере, театрах «Метрополитен-опера», «Ла Скала». Лучшие партии — в операх В. А. Моцарта и Р. Штрауса. Выступала как камерная певица и в опереттах. Гастролировала во многих странах (в том числе в СССР). Снималась в кино. Вела музыкальные передачи на телевидении. Увлекалась живописью (выставки в Германии и Швейцарии). Написала автобиографию «Мелодия моей жизни».
Похоронена в дворцовой церкви в Констанце.

## Сочинения
- Мелодия моей жизни / Melodie meines Lebens, München, 1972.